# Vabres-l’Abbaye
Vabres-l’Abbaye település Franciaországban, Aveyron megyében. Lakosainak száma 1209 fő (2022. január 1.). Vabres-l’Abbaye Calmels-et-le-Viala, Gissac, Montlaur, Rebourguil, Saint-Affrique és Saint-Juéry községekkel határos.

## Népesség
A település népessége az elmúlt években az alábbi módon változott:
| Lakosok száma | 722  | 882  | 1111 | 1104 | 1168 | 1181 | 1200 | 1206 | 1219 | 1209 |
|               | 1968 | 1982 | 1990 | 2006 | 2013 | 2015 | 2017 | 2019 | 2020 | 2022 |